# Vibrissea fergussonii
Vibrissea fergussonii är en svampart som först beskrevs av Berk. & Broome, och fick sitt nu gällande namn av William Phillips 1887. Vibrissea fergussonii ingår i släktet Vibrissea och familjen Vibrisseaceae.   Inga underarter finns listade i Catalogue of Life.